# Sunnyvale

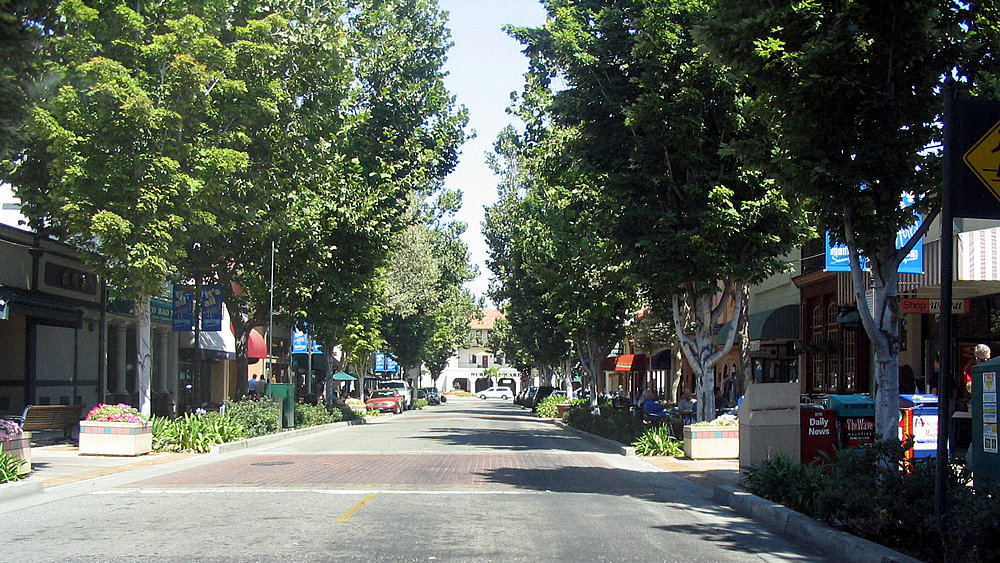
Ulice v Sunnyvale

Sunnyvale je město v Kalifornii v okrese Santa Clara. Je to jedno z velkých měst, které tvoří Silicon Valley.
Jako součást Silicon Valley, má sídlo v Sunnyvale několik high-tech společností jako např. Maxim Integrated Products, Juniper Networks, Palm, Inc, AMD, NVIDIA, Intel, NetApp, Spansion, Yahoo!, Mirapoint a Ariba.

## Geografie
Město má celkem 58,6 km², z nichž 55,8 km² je země a 1,8 km² je voda. Vrchol má 130 metrů nad mořem.

## Historie
Když poprvé Španělé přijeli v roce 1770 do Santa Clara Valley, bylo hustě obydlené indiány. V roce 1777 byli indiáni konvertováni ke křesťanství.
V roce 1842, pozemek Rancho Pastoria de las Borregas dostal Francisco Estrada a jeho manželka Inez Castro. Části pozemků uvedených v tomto grantu se později vyvinuly do měst Mountain View a Sunnyvale. O dva roky později, roku 1844, byly další pozemky poskytované Lupe Yñigo, jednomu z mála domorodých Američanů, kteří vlastnili pozemky. Jeho pozemek byl nejprve nazván Rancho Posolmi, pojmenovaný na počest vesnici Posolmi , která kdysi stála v této oblasti. Rancho Posolmi byl později znám jako Rancho Yñigo.
V roce 1844 Martin Murphy Jr. přišel do Kalifornie se svým otcem jako součást strany Stephens-Townsend-Murphy. V roce 1850, Martin Murphy Jr. koupil kus pozemku Rancho Pastoria de las Borregas za 12.500 dolarů. Murphy měl pšeničné pole a ranč jménem Bay View. Murphy měl první dům s dřevěnou konstrukcí, který byl dodán z Nové Anglie a postaven v okrese Santa Clara. Dům byl zbourán v roce 1961, ale byla rekonstruován v roce 2008 jako Sunnyvale Heritage Park Museum. Když Murphy zemřel v roce 1884, byla jeho země rozdělena mezi jeho dědice.
V roce 1860 byla povolena stavba železnice mezi San Franciskem a San José a v Bay View byla založena Murphyho stanice. Později byla vybudována ještě Lawrencova stanice.
V roce 1880, čínští pracovníci tvořili 48 procent zemědělců. Toto procento se snižovalo v průběhu doby, kdy byl schválen zákon o čínských pracovnících. V následujícím desetiletí, přijely za prací v sadech zástupy přistěhovalců z Itálie, Azory, Portugalsko a Japonska.
V roce 1897, Walter Crossman Everett koupil 809000 m² půdy a začal prodávat nemovitosti. Místo pojmenoval jako Beautiful Murphy. Později v 90. létech, ho realitní makléř Walter Crossman popsal jako "Město Osudu". V roce 1897, byla v Murphy otevřena první škola. Dříve děti ve městě museli jezdit do školy do Mountain View.
V roce 1901 byli obyvatelé města Murphy informováni, že nemohli použít jméno Murphy pro jejich poštu. Obyvatelé se rozhodli jako název města používat název Sunnyvale.
Sunnyvale nadále rostlo a v roce 1904 se začalo vyrábět sušené ovoce. O dva roky později se společnosti Libby, McNeill & Libby, Chicago meat-packing rozhodli v Sunnyvale otevřít svou první továrnu na balení ovoce.
V roce 1906, se přesídlila společnost Joshua Hendy Iron Works ze San Franciska do Sunnyvale poté, co byla budova společnosti zničena požárem po zemětřesenív roce 1906. Společnost Joshua Hendy Iron Works byl první nezemědělská společnost ve městě. Joshua Hendy Iron Works přešli z výroby důlních zařízení na jiné produkty, jako jsou mořské parní stroje.
V roce 1912, obyvatelé Sunnyvale hlasovali o začlenění a Sunnyvale stal oficiálně městem.
V roce 1923byla otevřena Fremontova střední škola. Předtím než se otevřela sloužila přes druhou světovou válku jako vojenská základna.
V r. 1930, Kongres rozhodl umístit do Sunnyvale základnu vzducholodí West Coast dirigible . Toto vojenské letiště se později přejmenovalo na Moffett Naval Air Station a pak Moffett Federal Airfield a běžně se nazývá Moffett Field.
V roce 1939 Národní poradní výbor pro letectví (NACA, předchůdce NASA) začal výzkum laboratoři Ames.
Během druhé světové války, válečné hospodářství v okrese Santa Clara začalo měnit ovocný průmysl na high-tech průmysl. Společnost Joshua Hendy Iron Works vyráběla pro válku lodní parní stroje, lodní děla a raketomety. Vzhledem k tomu, jak obranný průmysl rostl, byl nedostatek pracovních sil v zemědělském odvětví. Tento nedostatek pracovníků přišli do Sunnyvale zaplnit imigranti z Mexika.
Po válce byly ovocné sady a kukuřičné farmy přeměněny na domy, továrny a kanceláře. V roce 1956, se výrobce letadel Lockheed přesídlil do Sunnyvale. Od té doby se mnoho high-tech společností usídlilo v Sunnyvale, včetně Advanced Micro Devices a Yahoo. První prototyp Pong, jedna z prvních videoher, byla instalována v Sunnyvale v září 1972 v baru jménem Andy Capps, nyní Rooster T. Feathers.
Do roku 2002, bylo několik zbývajících sadů zbouráno a nahrazeno domy a obchody. Existují však i nadále městem vlastněné sady, jako dědictví sadů vedle Sunnyvale Community Center.
V roce 1979,bylo otevřeno obchodní centrum Sunnyvale Town Center. Po letech v roce 1990 úspěšného provozu, se centrum začal rozpadat. Po řadě změn v plánech a vlastnictví, bylo v roce 2007 centrum zbouráno a nová nákupní centra je stavěna na jeho místě. Poprvé za více než tři desetiletí, byla v listopadu 2009 znovu otevřena hlavní ulice v centru Sunnyvale jako součást pokračujícího vývoje.

## Demografie
Podle sčítání lidu z roku 2010 zde žilo 140 081 obyvatel. Podle sčítání lidu z roku 2000 bydlelo ve městě 131 760 lidí, 52 539 domácností, a 32 679 rodin. Hustota obyvatelstva byla 2 318,7 lidí na km².
Ve městě byla populace rozložena z 20,4% do věku 18 let, 7,7% od 18 k 24, 41,l3% od 25 k 44, 19,9% od 45 k 64, a 10,6% kdo bylo 65 roků věku nebo starší. Průměrný věk byl 34 let. Pro každých 100 žen tam bylo 105,9 mužů.
Podle sčítání lidu z roku 2000 byl průměrný příjem domácnosti ve městě 74,409 dolarů, a průměrný příjem rodiny byl 81,634 dolarů, ale podle odhadů z roku 2007 , vzrostlo na 87,417 dolarů resp. 104,439 dolarů,
Muži měli průměrný příjem 65,165 dolarů oproti příjmu žen 43,051 dolarů. 3,7% rodin a 5,4% populace byli pod hranicí bídy.

### Rasové složení
- 43,0% Bílí Američané
- 2,0% Afroameričané
- 0,5% Američtí indiáni
- 40,9% Asijští Američané
- 0,5% Pacifičtí ostrované
- 8,7% Jiná rasa
- 4,5% Dvě nebo více ras

Obyvatelé hispánského nebo latinskoamerického původu, bez ohledu na rasu, tvořili 18,9% populace.